# Байарс, Деррик
Деррик Джавон Байарс (англ. Derrick JaVaughn Byars; родился 25 апреля 1984 года в Мемфисе, штат Теннесси) — американский бывший профессиональный баскетболист.

## Профессиональная карьера
Байарс был выбран под общим 42-м номером на драфте НБА 2007 года клубом «Портленд Трэйл Блэйзерс». Позже был обменян в «Филадельфия Севенти Сиксерс», и отчислен перед началом сезона 2007/08. После этого Деррик так и не сыграл ни одного матча в регулярном сезоне НБА до 2012 года. После отчисления из Филадельфии Байарс переехал в Европу, где поиграл за ведущие клубы Германии, Франции и Греции, однако так и не выиграл ни одного трофея. Перед началом сезона 2011/12 попал в состав «Майами Хит» однако был отчислен прямо перед началом сезона. Отыграв в клубе Д-Лиги «Бейкерсфилд Джэм» весь сезон, подписал контракт с «Сан-Антонио Спёрс».
В новой лиге BIG3, стартовавшей летом 2017 года, Байарс выступает за команду «Ball Hogs».

## Статистика

### Статистика в НБА
| Сезон                                                                                    | Команда     | Регулярный сезон | Регулярный сезон | Регулярный сезон | Регулярный сезон | Регулярный сезон | Регулярный сезон | Регулярный сезон | Регулярный сезон | Регулярный сезон | Регулярный сезон | Регулярный сезон | Серия плей-офф | Серия плей-офф | Серия плей-офф | Серия плей-офф | Серия плей-офф | Серия плей-офф | Серия плей-офф | Серия плей-офф | Серия плей-офф | Серия плей-офф | Серия плей-офф |
| Сезон                                                                                    | Команда     | GP               | GS               | MPG              | FG%              | 3P%              | FT%              | RPG              | APG              | SPG              | BPG              | PPG              | GP             | GS             | MPG            | FG%            | 3P%            | FT%            | RPG            | APG            | SPG            | BPG            | PPG            |
| ---------------------------------------------------------------------------------------- | ----------- | ---------------- | ---------------- | ---------------- | ---------------- | ---------------- | ---------------- | ---------------- | ---------------- | ---------------- | ---------------- | ---------------- | -------------- | -------------- | -------------- | -------------- | -------------- | -------------- | -------------- | -------------- | -------------- | -------------- | -------------- |
| 2011/12                                                                                  | Сан-Антонио | 2                | 0                | 18,5             | 27,3             | 0,0              | 100,0            | 5,5              | 0,5              | 1,0              | 0,0              | 5,0              | Не участвовал  | Не участвовал  | Не участвовал  | Не участвовал  | Не участвовал  | Не участвовал  | Не участвовал  | Не участвовал  | Не участвовал  | Не участвовал  | Не участвовал  |
|                                                                                          | Всего       | 2                | 0                | 18,5             | 27,3             | 0,0              | 100,0            | 5,5              | 0,5              | 1,0              | 0,0              | 5,0              | Не участвовал  | Не участвовал  | Не участвовал  | Не участвовал  | Не участвовал  | Не участвовал  | Не участвовал  | Не участвовал  | Не участвовал  | Не участвовал  | Не участвовал  |
| Наведите курсор мыши на аббревиатуры в заголовке таблицы, чтобы прочесть их расшифровку. |             |                  |                  |                  |                  |                  |                  |                  |                  |                  |                  |                  |                |                |                |                |                |                |                |                |                |                |                |